# Пахиня
Пахиня (укр. Пахиня) — село в Лановецкой городской общине Кременецкого района Тернопольской области Украины.
До 2020 года входило в Лановецкий район.
Код КОАТУУ — 6123884305. Население по переписи 2001 года составляло 169 человек.

## Географическое положение
Село Пахиня находится на берегу реки Пискарка,
выше по течению на расстоянии в 2,5 км расположено село Лопушное,
ниже по течению на расстоянии в 1,5 км расположено село Влащинцы.
Рядом проходит железная дорога, станция Карначевка в 2-х км.

## История
- 1500 год — дата основания.

## Объекты социальной сферы
- Школа I ст.
- Фельдшерско-акушерский пункт.